# San José con el Niño Jesús (Museo de Santa Cruz)
San José con el Niño Jesús es una obra del Greco, actualmente en el Museo de Santa Cruz, en Toledo. Por sus medidas, es posible que este lienzo sea el mencionado en el segundo inventario realizado por Jorge Manuel Theotocópuli tras la muerte del maestro, donde consta con el número 32.

## Análisis de la obra
- Pintura al óleo sobre lienzo;
- Datación: ca. 1597;
- Dimensiones:109 x 56 cm;
- Consta con el n º. 254 en el catálogo razonado de Harold Wethey y con la referencia 105-b en el de Tiziana Frati;[2]
- Firmado con pequeñas letras griegas en cursiva —actualmente incompletas— en el papel de la parte inferior izquierda: δομήνικος θεοτοκóπουλος ε'ποíει.

Según Harold Wethey, este lienzo es probablemente la versión preparatoria de San José con el Niño Jesús (Capilla de San José). En cualquier caso, se trata de una obra relativamente pequeña, pero de una magnífica calidad. El Niño Jesús lleva un vestido de color rosa, y san José viste paños amarillos sobre la túnica azul.
Según Gudiol, esta obra no está pintada como si fuera un boceto preparatorio, puesto que tiene un esmerado acabado, que confiere a cada detalle la mayor perfección y claridad posibles. La ejecución es cuidada y lírica, especialmente con los ángeles que descienden llevando coronas en torno de la cabeza de san José, y también en la vista de Toledo, abajo a la derecha.
En el paisaje del fondo se pueden ver, a la izquierda, las colinas que rodean a Toledo, así como el castillo de San Servando y el puente de Alcántara. En la parte derecha, el pintor ha representado la torre de la Catedral, y el Alcázar sin sus chapiteles, que todavía no se habían construido. El Greco coloca estos monumentos caprichosamente, y con una perspectiva poco probable, para dar mayor carácter y significado a la composición.